# پتغناوانک
پتغناوانک (ارمنی: Պտղնավանք) یک صومعه حواری ارمنی واقع در استان کوتایک، ارمنستان می‌باشد. ساخت و ساز این ساختمان در سده‌های ۶ و ۷ میلادی. به پایان رسید. این بنا به سبک معماری ارمنی طراحی شده‌است.

## نگارخانه

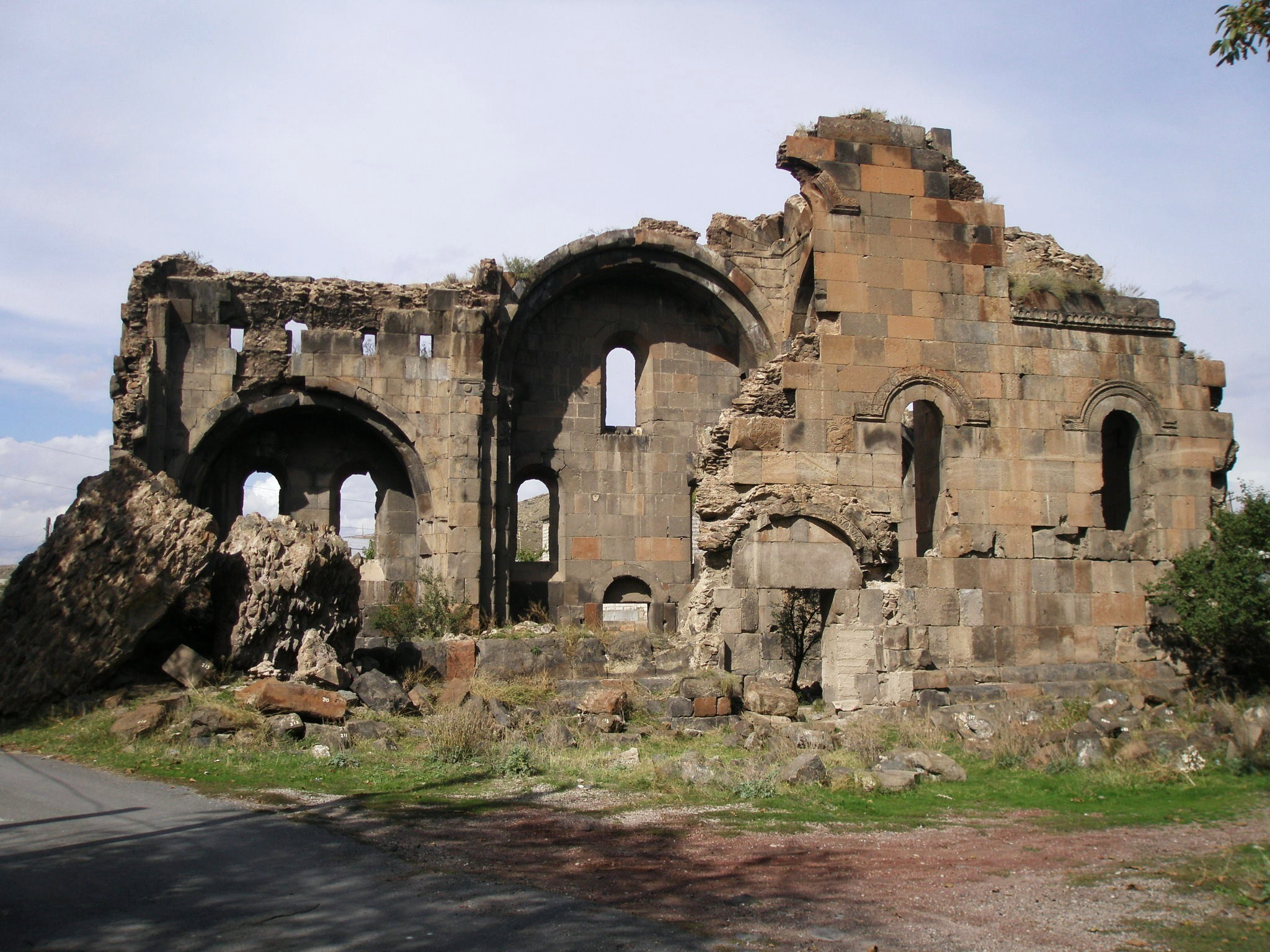
دیوارهای عقبی کلیسا
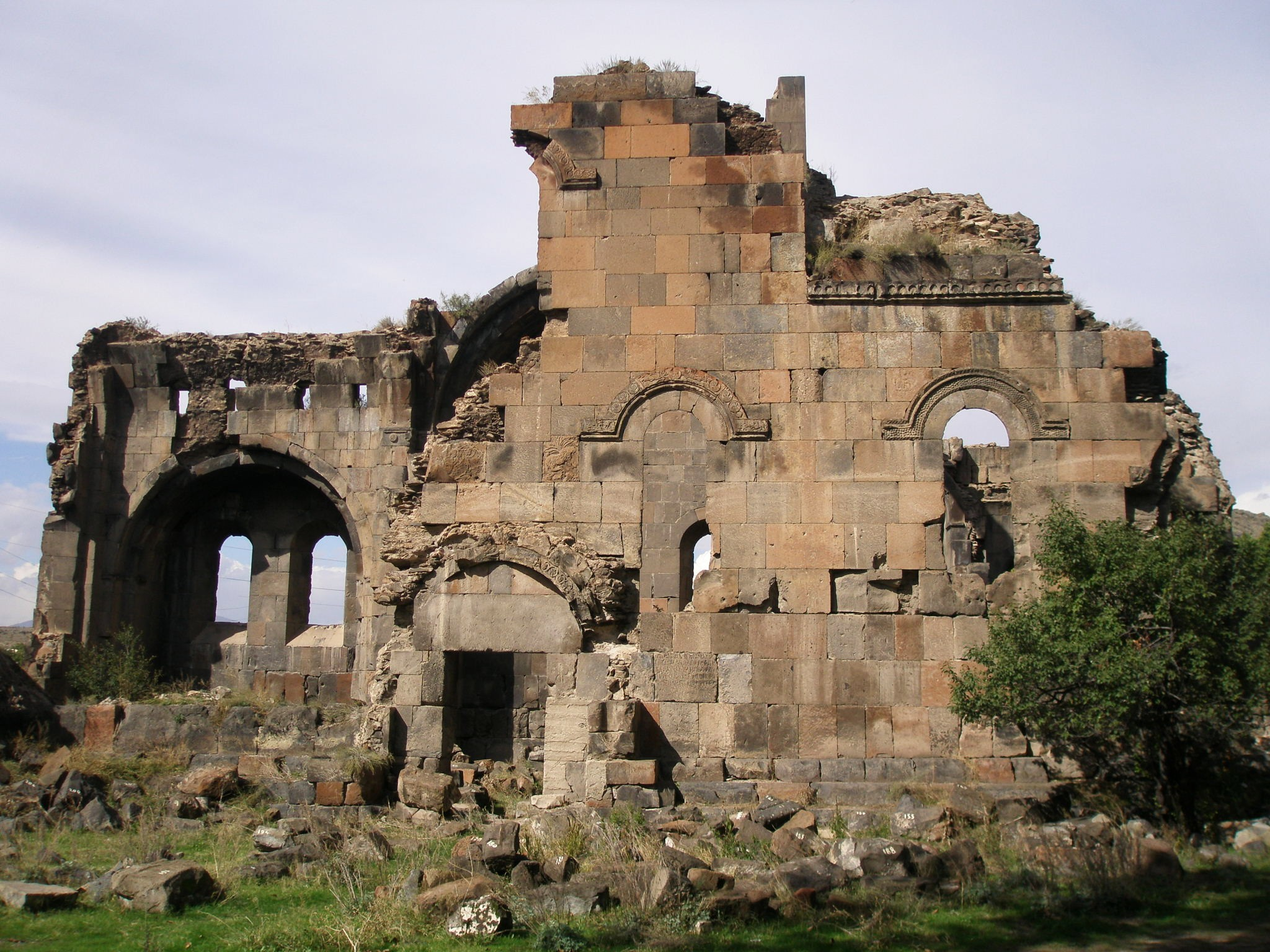
زاویه‌ای دیگر
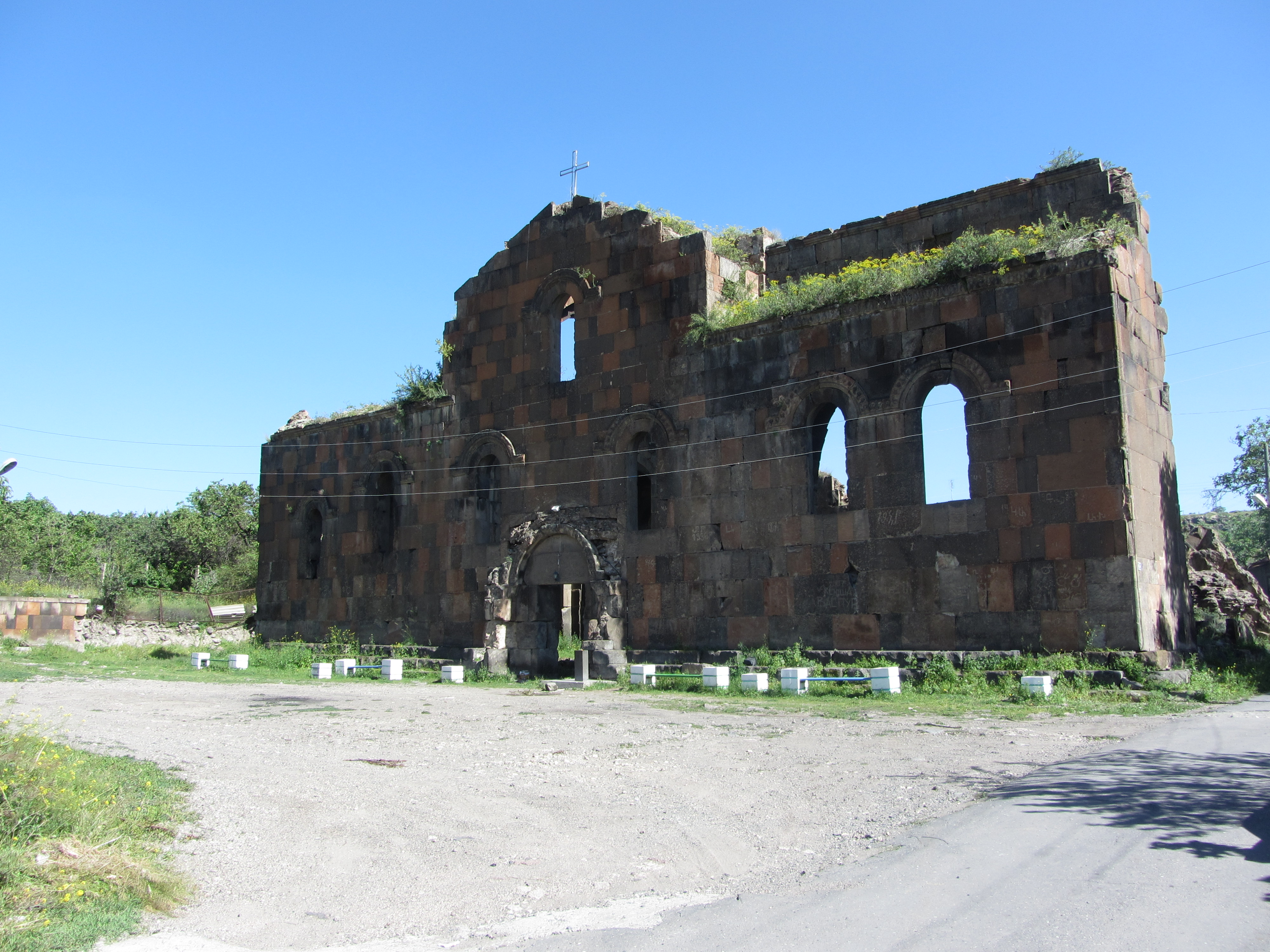
نمای کلی، صومعه پتغناوانک
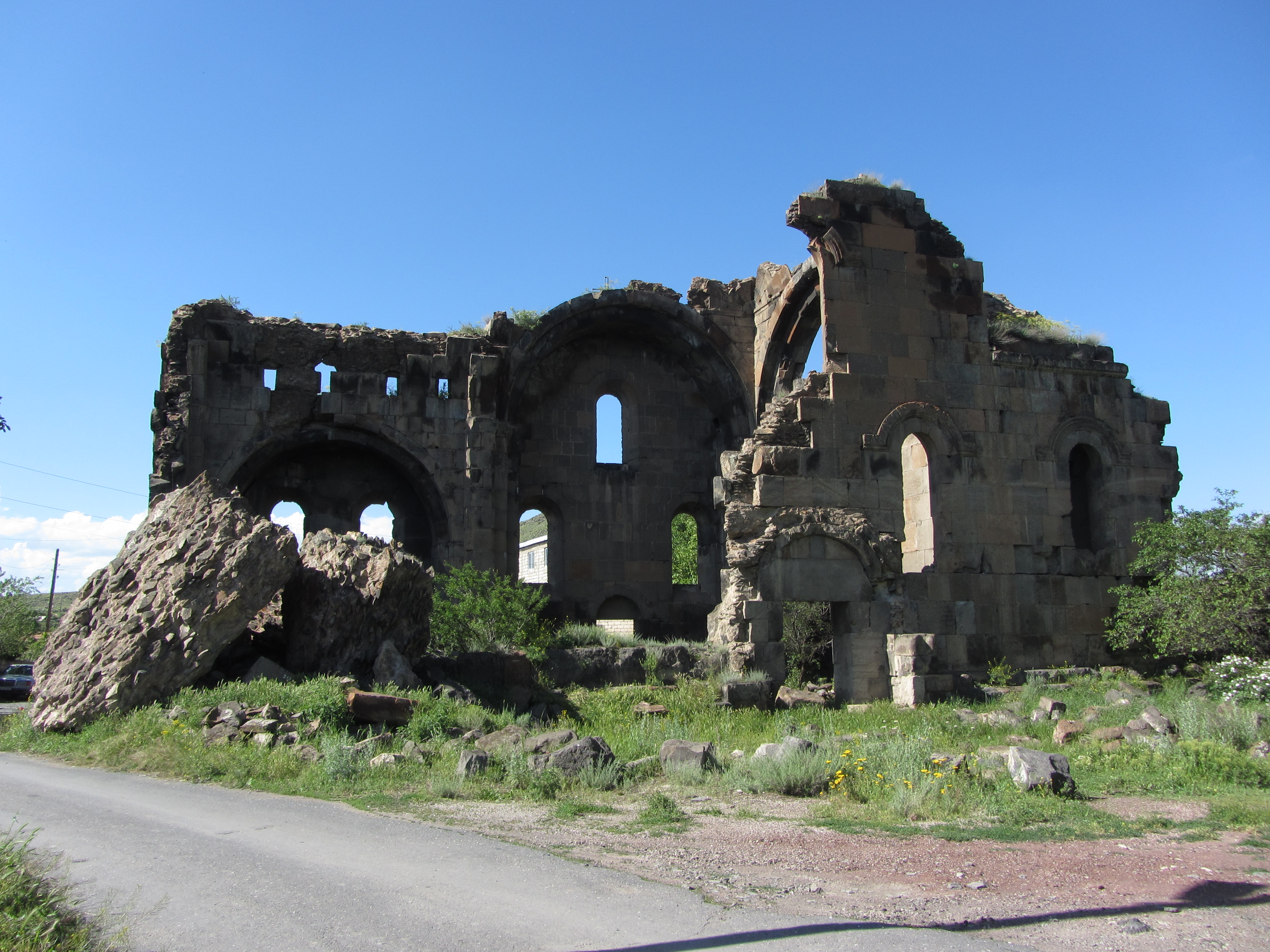
، صومعه پتغناوانک
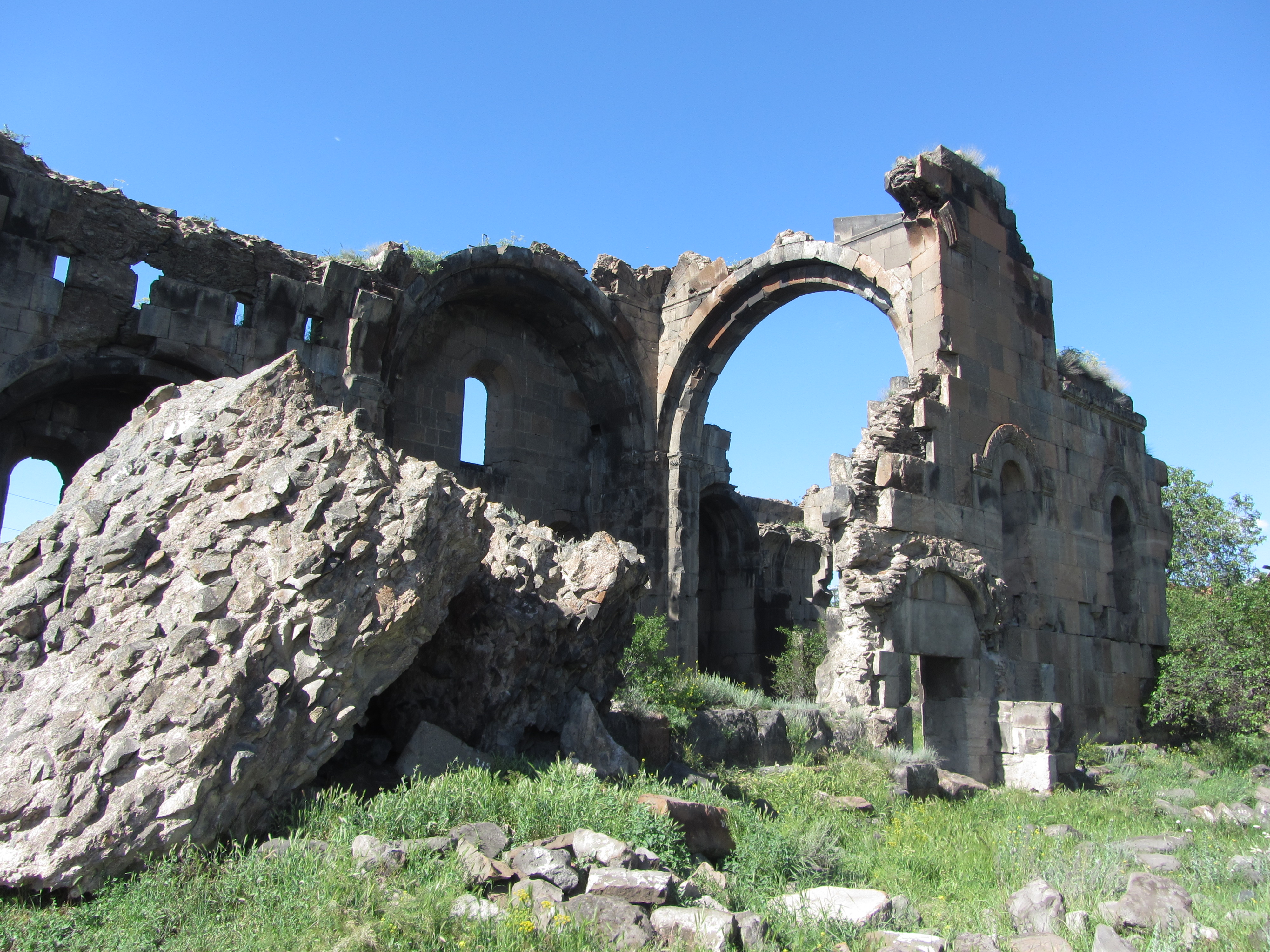
طاق، صومعه پتغناوانک
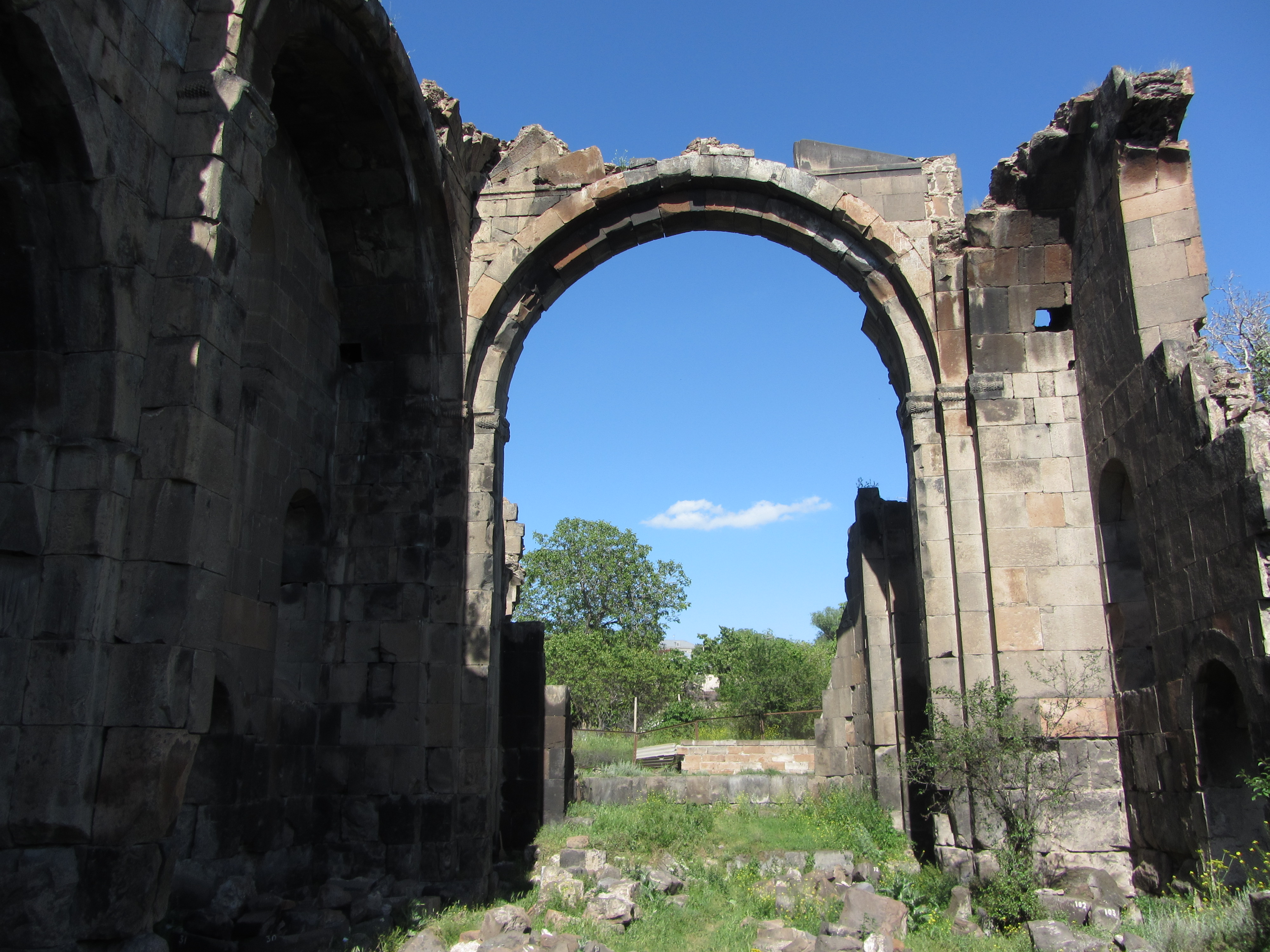
طاق، صومعه پتغناوانک
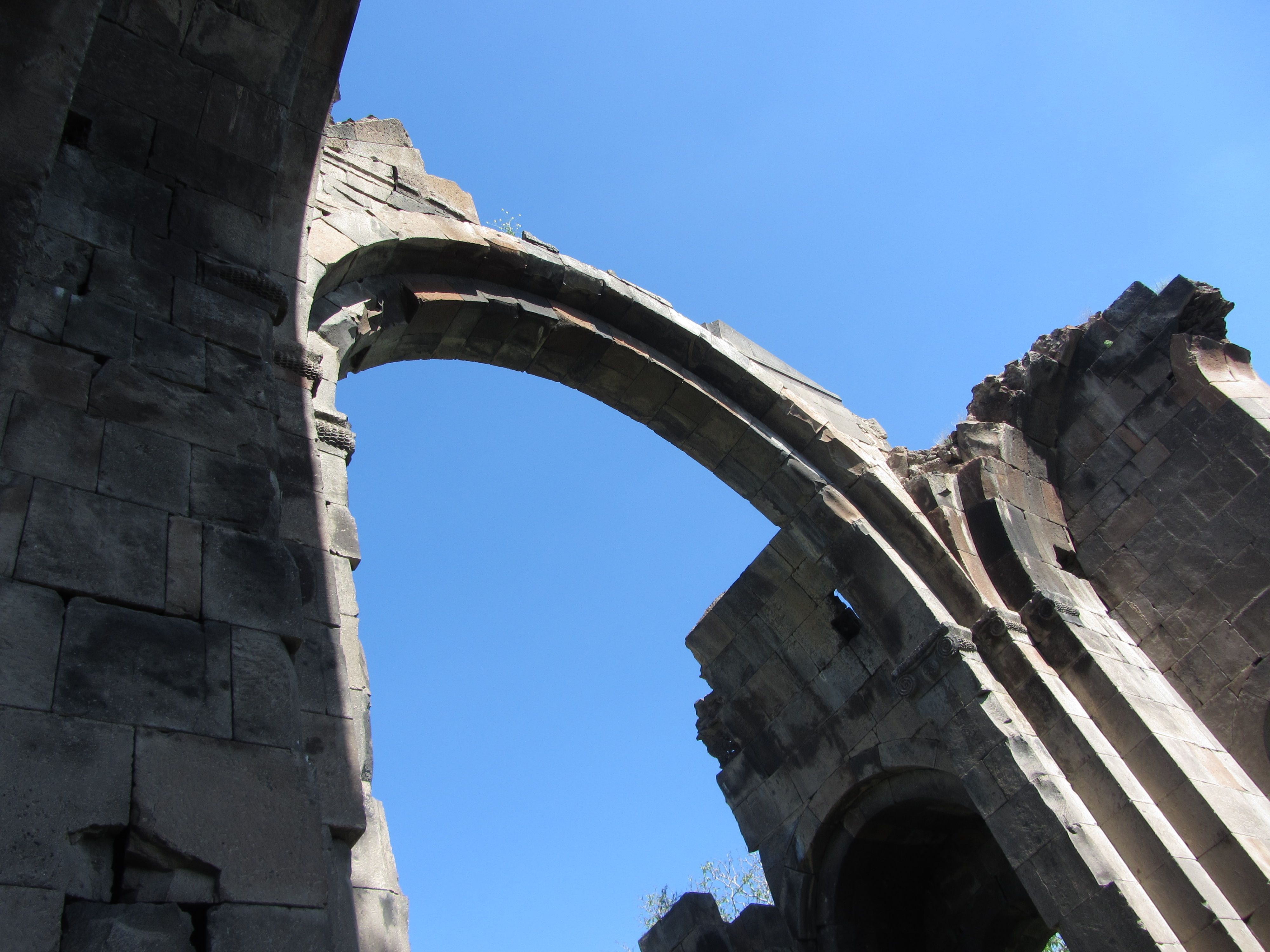
طاق، صومعه پتغناوانک
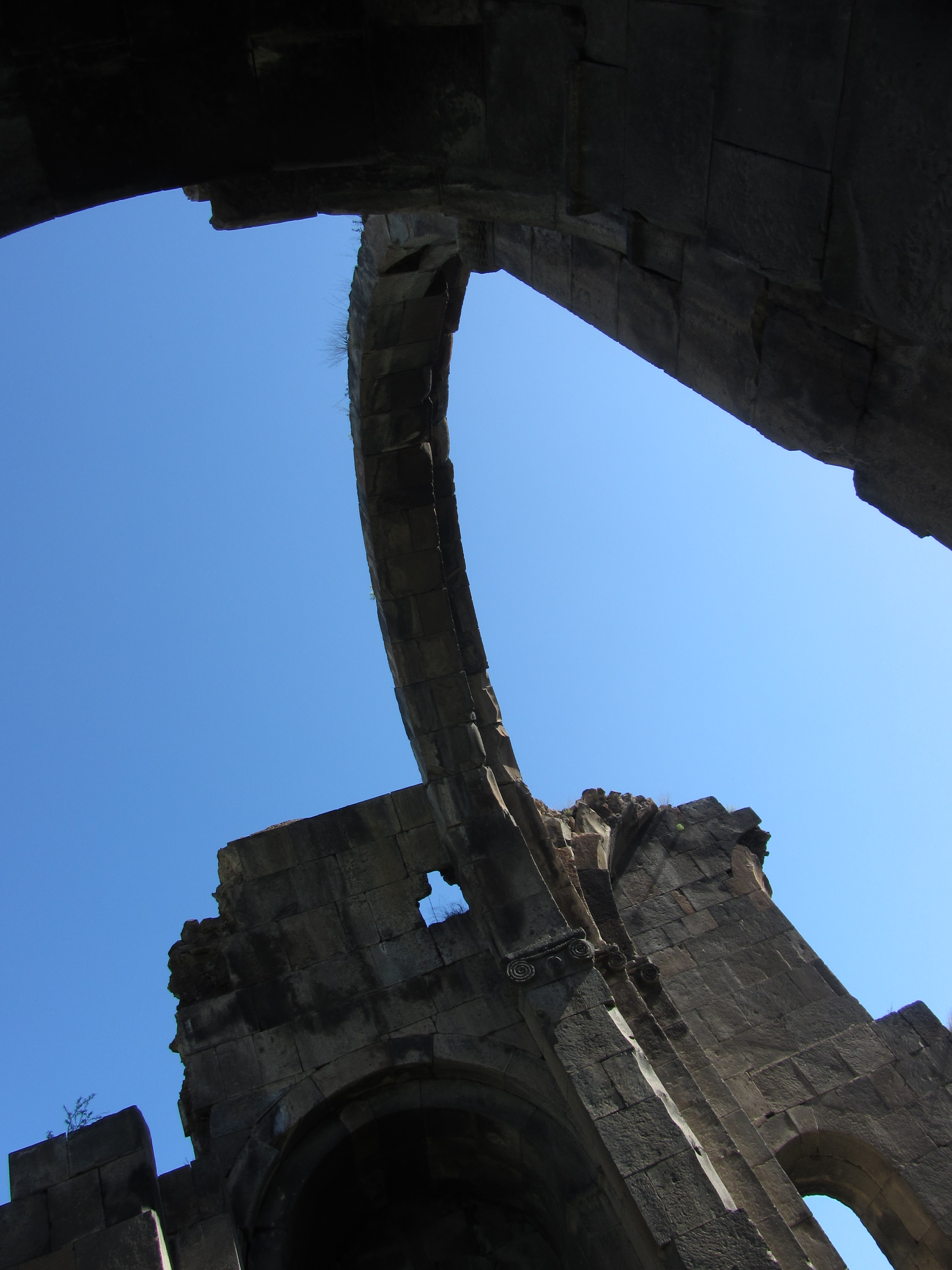
صومعه پتغناوانک
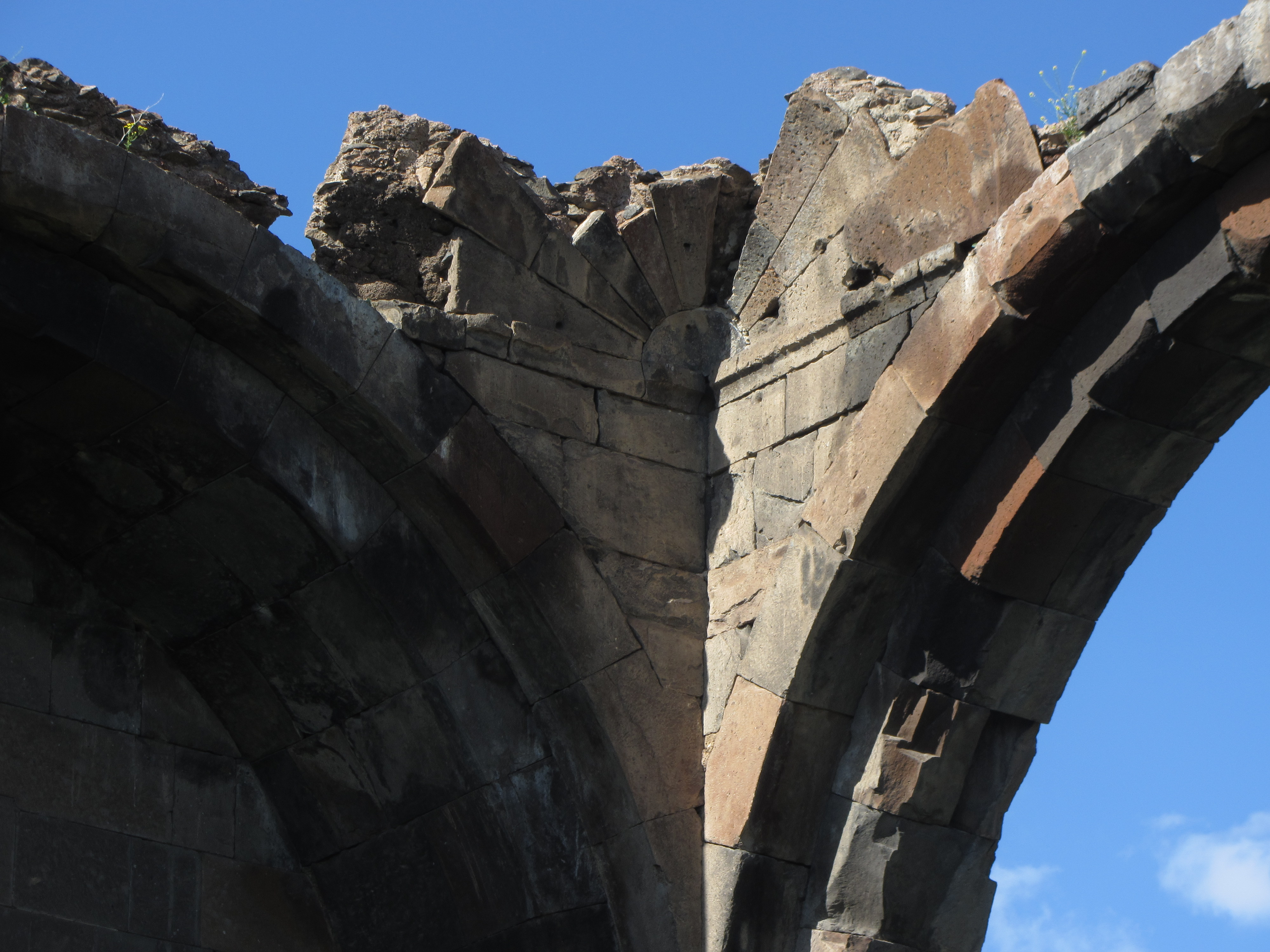
دکور، صومعه پتغناوانک
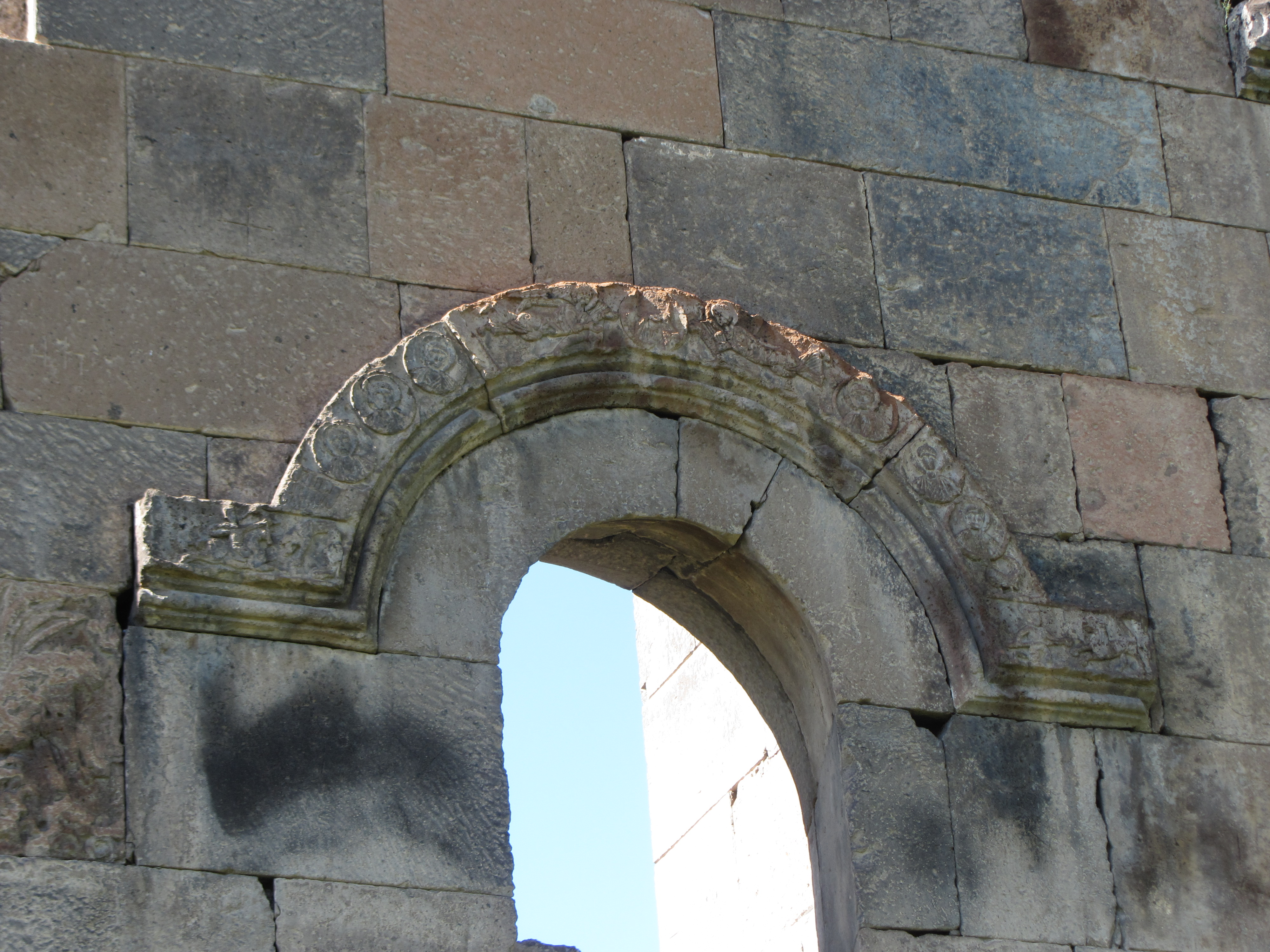
دکور، صومعه پتغناوانک
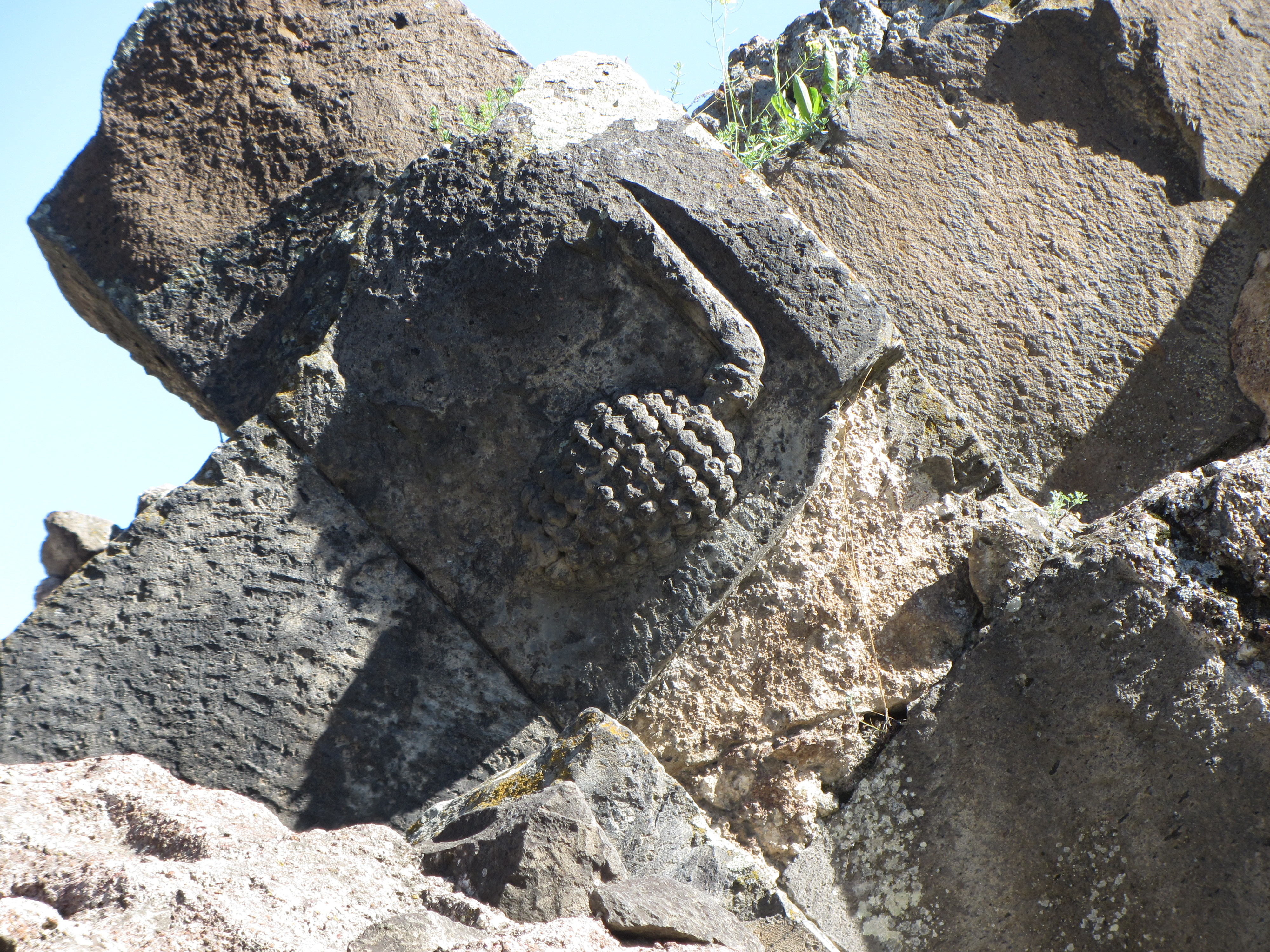
دکور، صومعه پتغناوانک